# Armored
Armored é um filme norte-americano de 2009 do gênero thriller criminal, dirigido pelo húngaro Nimród Antal e escrito por James V. Simpson.
O filme foi rodado na cidade de Los Angeles.

## Sinopse
Uma equipe de seguranças de uma transportadora de valores arriscam suas vidas quando decidem participar de um roubo de grande porte contra a própria empresa em que trabalham. Entretanto, quando uma testemunha inesperada interfere o plano cai por terra, e tudo fica fora de controle.

## Elenco
| Ator               | Personagem            |
| ------------------ | --------------------- |
| Matt Dillon        | Mike Cochrane         |
| Jean Reno          | Quinn                 |
| Laurence Fishburne | Baines                |
| Skeet Ulrich       | Dobbs                 |
| Columbus Short     | Tyler "Ty" Hackett    |
| Amaury Nolasco     | Palme                 |
| Milo Ventimiglia   | Oficial Jake Eckehart |
| Fred Ward          | Duncan Ashcroft       |
| Andre Kinney       | Jimmy Hackett         |